# Self Portrait
Self Portrait je desáté studiové album amerického písničkáře Boba Dylana. Vydáno bylo v červnu roku 1970 společností Columbia Records a jeho producentem byl Bob Johnston. Po albu Blonde on Blonde jde o Dylanovo druhé dvojalbum. Kromě autorských písní obsahuje také několik coververzí. Autorem obalu alba je sám Dylan.

## Seznam skladeb
| Pořadí | Název                                                    | Délka |
| ------ | -------------------------------------------------------- | ----- |
| 1.     | All the Tired Horses                                     | 3:12  |
| 2.     | Alberta #1                                               | 2:57  |
| 3.     | I Forgot More Than You'll Ever Know                      | 2:23  |
| 4.     | Days of 49                                               | 5:27  |
| 5.     | Early Mornin' Rain                                       | 3:34  |
| 6.     | In Search of Little Sadie                                | 2:28  |
| 7.     | Let It Be Me                                             | 3:00  |
| 8.     | Little Sadie                                             | 2:00  |
| 9.     | Woogie Boogie                                            | 2:06  |
| 10.    | Belle Isle                                               | 2:30  |
| 11.    | Living the Blues                                         | 2:42  |
| 12.    | Like a Rolling Stone (koncertní nahrávka)                | 5:18  |
| 13.    | Copper Kettle                                            | 3:34  |
| 14.    | Gotta Travel On                                          | 3:08  |
| 15.    | Blue Moon                                                | 2:29  |
| 16.    | The Boxer                                                | 2:48  |
| 17.    | The Mighty Quinn (Quinn the Eskimo) (koncertní nahrávka) | 2:48  |
| 18.    | Take Me as I Am (Or Let Me Go)                           | 3:03  |
| 19.    | Take a Message to Mary                                   | 2:46  |
| 20.    | It Hurts Me Too                                          | 3:15  |
| 21.    | Minstrel Boy (koncertní nahrávka)                        | 3:33  |
| 22.    | She Belongs to Me (koncertní nahrávka)                   | 2:44  |
| 23.    | Wigwam                                                   | 3:09  |
| 24.    | Alberta #2                                               | 3:12  |

## Obsazení
- Bob Dylan – zpěv, kytara, harmonika, klávesy
- Byron Bach – violoncello
- Brenton Banks – housle
- George Binkley III – housle
- Norman Blake – kytara
- David Bromberg – kytara, dobro, baskytara
- Albert Wynn Butler – klarinet, saxofon
- Kenneth A. Buttrey – bicí, perkuse
- Fred Carter, Jr. – kytara
- Marvin Chantry – viola
- Ron Cornelius – kytara
- Charlie Daniels – baskytara, kytara
- Rick Danko – baskytara, zpěv
- Pete Drake – steel kytara
- Delores Edgin – zpěv
- Fred Foster – kytara
- Solie Fott – housle, viola
- Bubba Fowler – kytara
- Dennis Good – pozoun
- Emanuel Green – housle
- Hilda Harris – zpěv
- Levon Helm – mandolína, bicí, zpěv
- Freddie Hill – trubka
- Karl Himmel – klarinet, saxofon, pozoun
- Garth Hudson – klávesy
- Lilian Hunt – housle
- Martin Katahn – housle
- Doug Kershaw – housle
- Al Kooper – kytara, lesní roh, klávesy
- Sheldon Kurland – housle
- Richard Manuel – klavír, zpěv
- Martha McCrory – violoncello
- Charlie McCoy – kytara, baskytara, harmonika, perkuse
- Barry McDonald – housle
- Ollie Mitchell – trubka
- Carol Montgomery – zpěv
- Bob Moore – baskytara
- Gene A. Mullins – baskřídlovka
- Joe Osborn – kytara, baskytara
- June Page – zpěv
- Rex Peer – pozoun
- Bill Pursell – klavír
- Robbie Robertson – kytara, zpěv
- Albertine Robinson – zpěv
- Al Rogers – bicí
- Frank Smith – pozoun
- Maretha Stewart – zpěv
- Gary Van Osdale – viola
- Bill Walker – aranžmá
- Bob Wilson – varhany, klavír
- Stu Woods – baskytara